# Àfrica Occidental Espanyola
Territoris de l'Àfrica Occidental Espanyola (Territorios del África Occidental Española) fou el nom que va designar el conjunt de les colònies espanyoles a l'Àfrica Occidental.
El territori es va formar el 26 de juliol de 1946 amb els quatre antics districtes del Sàhara occidental (de nord a sud: Cap Juby (Cabo Juby), Saguiet al-Hamra, Riu d'Or (Río de Oro) i La Agüera); el territori de l'Ifni hi fou incorporat el 1952. Va emetre segells de correos després del 1949.
Entre el 23 de novembre de 1957 i el 25 de febrer de 1958, el Marroc va ocupar algunes zones de Cap Juby, incloent Edchera, Tan-Tan, Tarfudat, Smara, Bir Nazaran i Ausert. La colònia de l'Àfrica Occidental fou llavors (12 de gener del 1958) suprimida i el Sàhara occidental amb els antics districtes (el de Cap Juby amb límits indeterminats), fou convertit en província ultramarina amb el nom de "Sàhara Espanyol", mentre l'Ifni constituïa també una altra província ultramarina. El límit nord del Sàhara va quedar definit el 2 d'abril de 1958 quan Espanya va retornar Cap Juby (la capital era Villa Bens, després Tarfaya) al Marroc pel tractat d'Angra de Cintra que va tancar la Guerra d'Ifni.

## Governadors
- José Bermejo López 1946-1949
- Francisco Rosaleny Burguet 1949-1952
- Venancio Tutor Gil 1952-1954
- Ramón Pardo de Santallana Suárez 1954-1957
- Mariano Gómez-Zamalloa y Quirce 1957-1958